# پل لینز
پل لینز (انگلیسی: Paul Linz؛ زادهٔ ۴ ژانویهٔ ۱۹۵۶) بازیکن فوتبال اهل آلمان است.
از باشگاه‌هایی که در آن بازی کرده‌است می‌توان به باشگاه فوتبال اسنابروک، باشگاه ورزشی وردر برمن، و باشگاه فوتبال فرایبورگر اشاره کرد.